# Caryospora simplex
Caryospora simplex – gatunek pasożytniczych pierwotniaków należący do rodziny Eimeriidae z podtypu Apicomplexa, które kiedyś były klasyfikowane jako protista. Występuje jako pasożyt węży. C. simplex cechuje się tym iż oocysta zawiera 1 sporocystę. Z kolei każda sporocysta zawiera 8 sporozoitów.
Obecność tego pasożyta stwierdzono u  żmii nosorogiej (Vipera ammodytes), żmii żebrowanej (Vipera aspis), żmii zygzakowatej (Vipera berus), żmii kaukazkiej (Vipera kaznakovi), Vipera palestinae, Vipera russelli, żmii bliskowschodniej (Vipera xanthina) należących do rodziny żmijowatych (Viperidae).
Występuje na terenie Europy.

## Sporulowana oocysta
Jest kształtu kulistego o średnicy 13,5 – 15 μm, posiada pojedynczą ścianę o grubości 1,5 μm. Brak mikropyli oraz wieczka biegunowego. Występuje ciałko biegunowe o średnicy 2 μm.

## Sporulowana sporocysta i sporozoity
Sporocysty kształtu owoidalnego o długości 10,5 – 12 μm, szerokości 7 – 8,5 μm. Występuje ciałko Stieda kształtu pokrętła o szerokości 2 μm i wysokości 1 μm. Brak substieda body (SBB) i parastieda body (PSB). Występuje ciałko resztkowe sporocysty w postaci małych ziarnistości o różnej wielkości rozmieszczonych pomiędzy sporozoitami.